# CNOT7
CNOT7 (англ. CCR4-NOT transcription complex subunit 7) – білок, який кодується однойменним геном, розташованим у людей на короткому плечі 8-ї хромосоми. Довжина поліпептидного ланцюга білка становить 285 амінокислот, а молекулярна маса — 32 745.
| 10         |  | 20         |  | 30         |  | 40         |  | 50         |
| ---------- |  | ---------- |  | ---------- |  | ---------- |  | ---------- |
| MPAATVDHSQ |  | RICEVWACNL |  | DEEMKKIRQV |  | IRKYNYVAMD |  | TEFPGVVARP |
| IGEFRSNADY |  | QYQLLRCNVD |  | LLKIIQLGLT |  | FMNEQGEYPP |  | GTSTWQFNFK |
| FNLTEDMYAQ |  | DSIELLTTSG |  | IQFKKHEEEG |  | IETQYFAELL |  | MTSGVVLCEG |
| VKWLSFHSGY |  | DFGYLIKILT |  | NSNLPEEELD |  | FFEILRLFFP |  | VIYDVKYLMK |
| SCKNLKGGLQ |  | EVAEQLELER |  | IGPQHQAGSD |  | SLLTGMAFFK |  | MREMFFEDHI |
| DDAKYCGHLY |  | GLGSGSSYVQ |  | NGTGNAYEEE |  | ANKQS      |  |            |

A: Аланін

C: Цистеїн

D: Аспарагінова кислота

E: Глутамінова кислота

F: Фенілаланін

G: Гліцин

H: Гістидин

I: Ізолейцин

K: Лізин

L: Лейцин

M: Метіонін

N: Аспарагін

P: Пролін

Q: Глутамін

R: Аргінін

S: Серин

T: Треонін

V: Валін

W: Триптофан

Кодований геном білок за функціями належить до репресорів, гідролаз, екзонуклеаз, нуклеаз. 
Задіяний у таких біологічних процесах, як регуляція трансляції, транскрипція, регуляція транскрипції, РНК-залежне заглушення генів, альтернативний сплайсинг. 
Білок має сайт для зв'язування з іонами металів, іоном магнію, РНК. 
Локалізований у цитоплазмі, ядрі.